# Trinchesia anulata
Trinchesia anulata is een slakkensoort uit de familie van de Trinchesiidae. De wetenschappelijke naam van de soort is, als Cratena anulata, voor het eerst geldig gepubliceerd in 1949 door Baba.